# Gudrun Calov
Gudrun Calov (* 20. Dezember 1939 in Eisenach) ist eine deutsche Kunsthistorikerin, Bibliothekarin und Hochschullehrerin.

## Leben und Wirken
Gudrun Calov absolvierte die Ausbildung für den gehobenen Bibliotheksdienst und legte an der Bibliotheksschule Frankfurt/M. 1961 die Diplomprüfung hierfür ab. Anschließend studierte sie Kunstgeschichte, Klassische Archäologie und Ur- und Frühgeschichte an der Universität Köln und promovierte dort 1968 bei beim Kunsthistoriker Heinz Ladendorf. Von 1966 bis 1979 arbeitete sie als Bibliothekarin und wissenschaftliche Mitarbeiterin am Kunsthistorischen Institut der Universität Köln. Im Jahre 1979 wurde sie als Fachhochschulprofessorin an die Hochschule der Medien Stuttgart berufen. Dort lehrte sie bis 2004 in den Fächern Kunst- und Bibliothekswissenschaft.
In ihren zahlreichen kunstwissenschaftlichen Veröffentlichungen beschäftigte sich Gudrun Calov vor allem mit der Malerei in Russland, Osteuropa und ihren Beziehungen zu Westeuropa, außerdem mit musealen Einrichtungen.

## Schriften
- Die Museumskirche. In: Heinz Ladendorf (Hrsg.): Festschrift Dr. h. c. Eduard Trautscholdt zum siebzigsten Geburtstag am 13. Januar 1963. Hauswedell, Hamburg 1965, S. 20–38.

- Museen und Sammler des 19. Jahrhunderts in Deutschland. De Gruyter, Berlin 1969 (Dissertation Universität Köln).
- Ein Beitrag zu Bamberger Kunst- und Gemäldesammlungen des 19. Jahrhunderts. In: Joachim Gaus (Hrsg.): Kunstgeschichtliche Aufsätze. Von seinen Schülern und Freunden des KhIK Heinz Ladendorf zum 29. Juni 1969 gewidmet. Kunsthistorisches Institut der Universität Köln 1969, S. 235–245.
- Russische Malerei 1890–1917. Bilder aus Museen der UdSSR. Zur Ausstellung in Frankfurt, München und Hamburg. In: Kunstchronik. Monatsschrift für Kunstwissenschaft, Bd. 30 (1977), S. 196–213.
- Iwan Schischkin und die Düsseldorfer Malerschule. Ein Beitrag zu den russisch-deutschen Kunstbeziehungen. In: Düsseldorfer Jahrbuch, Bd. 56 (1978), S. 1–20.
- Russische Künstler in Italien. In: Beiträge zu den europäischen Bezügen der Kunst in Russland (= Schriften des Komitees der Bundesrepublik Deutschland zur Förderung der Slawischen Studien, Bd. 1). Schmitz, Gießen 1979, S. 13–40, ISBN 3-87711-005-3.
- Kunst und Kunstbücher in Öffentlichen Bibliotheken. In: Peter Vodosek (Hrsg.): Bibliothekswissenschaft, Musikbibliothek, soziale Bibliotheksarbeit. Hermann Waßner zum 60. Geburtstag. Harrassowitz, Wiesbaden 1982, S. 363–382, ISBN 3-447-02258-2.
- Vom Pferdestall zum Gefängnisturm. Öffentliche Bibliotheken in denkmalgeschützten historischen Gebäuden. In: Buch und Bibliothek, Bd. 42 (1990), S. 626–639.
- Öffentliche Bibliotheken in denkmalgeschützten Gebäuden. Anmerkungen aus kunsthistorischer Sicht. In: Ute Kissling (Red.): Bibliotheksbau. Umnutzung bestehender Gebäude für öffentliche und wissenschaftliche Bibliotheken (= DBI-Materialien, Bd. 125). Deutsches Bibliotheksinstitut, Berlin 1993, S. 37–59, ISBN 3-87068-925-0.
- München und die russischen Künstler. In: Hermann Beyer-Thoma (Hrsg.): Bayern und Osteuropa (= Veröffentlichungen des Osteuropa-Instituts München. Reihe Geschichte, Bd. 66). Harrassowitz, Wiesbaden 2000, S. 375–397, ISBN 3-447-04254-0.
- Ausbildung und Projekte für Kunst- und Museumsbibliotheken und Artotheken an der Hochschule der Medien in Stuttgart. In: Margit Brauer (Hrsg.): Bibliotheken und Informationseinrichtungen – Aufgaben, Strukturen, Ziele. Arbeitsgemeinschaft der Spezialbibliotheken, Sektion 5 im Deutschen Bibliotheksverband, Jülich 2003, S. 359–368.
- Deutsche Beiträge zur bildenden Kunst und Architektur Rußlands und der Sowjetunion von 1914 bis 1941. In: Alfred Eisfeld u. a. (Hrsg.): Deutsche in Rußland und der Sowjetunion 1914–1941 (= Geschichte. Forschung und Wissenschaft, Bd. 25). Lit, Berlin/Münster 2007, S. 336–371, ISBN 3-8258-0073-3.
- Deutsche Künstler in Neurussland, auf der Krim und im Kaukasus. In: Alfred Eisfeld (Hrsg.): Deutsche im Schwarzmeergebiet, auf der Krim und im Kaukasus vom 19. Jahrhundert bis 1941 (= Schriftenreihe Studien zur Geschichtsforschung der Neuzeit, Bd. 88). Kovač, Hamburg 2016, S. 255–269, ISBN 3-8300-8470-6
- Deutsche Künstler im Schwarzmeergebiet, auf der Krim und im Kaukasus von der Mitte des 19. Jahrhunderts bis zum Ersten Weltkrieg. In: Ebd., S. 271–287.
- Das Bild der „Anderen“. Das multiethnische Umfeld Kaukasiens im Schaffen deutscher Maler und Zeichner. In: Eva-Maria Auch (Hrsg.): Deutsche im multikulturellen Umfeld Südkaukasiens (= Bibliotheca academica. Reihe Orientalistik, Bd. 27). Ergon Verlag, Würzburg 2017, S. 55–62, ISBN 3-95650-240-X.